# Sebastián Yatra
Sebastián Obando Giraldo (Medellín, 15 de octubre de 1994), más conocido por su nombre artístico Sebastián Yatra, es un cantante, compositor y actor colombiano. Se caracteriza por sus letras románticas, fusionando el lirismo tradicional con las influencias del reguetón moderno. Logró reconocimiento internacional gracias a su sencillo «Traicionera» (2016), tras firmar con Universal Music Latin Entertainment.

## Nacimiento e infancia
Yatra nació el 15 de octubre de 1994 en la ciudad de Medellín. Sus padres son Aníbal y María Adelaida y es el tercero de tres hermanos hombres. En 1999, a sus 5 años de edad, su familia se trasladó a vivir a la ciudad de Miami, Estados Unidos. Allí, Sebastián alternó sus estudios académicos con los musicales.
En 2006, a los 12 años, comenzó a componer sus primeras canciones, escogió la música como profesión y emprendió la búsqueda de su equipo de trabajo para dar inicio a su carrera musical.

## Carrera

### 2013-2015: Inicios de su carrera artística
En 2013 lanzó en Estados Unidos, Colombia, Venezuela y Ecuador su primer sencillo promocional El psicólogo, una balada pop de su propia autoría que contó con la producción de Yhonny Atella, Ender Thomas y la masterización de Tom Coyne de Sterling Sound Nueva York. A pocas semanas de su estreno, la canción ocupó el número tres de la lista nacional latina en Colombia y el número uno en Venezuela y Ecuador. El video del tema grabado por el cineasta Simón Brand, en las playas de Malibú, California, ingresó en la rotación de los principales canales de música en toda Latinoamérica.
Yatra se concentró en la grabación de su canción Para olvidar, compuesta por Mauricio Rengifo “Dandee” del dúo colombiano Cali y El Dandee, y él mismo. Para su lanzamiento se presentaron dos versiones, la balada pop mezclada por Jaycen Joshua, y la versión remix producida por “Tainy”. También presentó el videoclip del sencillo, dirigido por el director Diego Cadavid.

### 2015: reconocimiento comercial
Para el primer semestre de 2015 invitó a los artistas colombianos Juan David Gálvez de Alkilados y Mike Bahía a componer su nueva canción. No me llames se presentó en versión pop, en donde fue interpretada por el cantante paisa, y el remix, que cuenta con la participación de Alkilados y la producción de Ronny Wats y Dj Peeks.
Su canción No me llames se ubicó en la posición catorce del Top 20 Nacional durante ocho semanas consecutivas, hecho que le permitió realizar su primera gira promocional en el Distrito Federal, Guadalajara, Puebla y Querétaro. Con gran éxito Sebastián fue recibido por medios de comunicación y fue invitado a participar en los Festivales EXA en El Paso, Texas y El 91 Fest de la EmiSORA 91 DAT, compartiendo tarima con Kalimba, DLD y CD9. La cadena internacional EXA lo eligió como el artista que inaugurara su plataforma EXA Live Sessions.
Más tarde, fue invitado por el Dj productor español (naturalizado dominicano) Juan Magán y el dúo Cali y El Dandee para participar en la canción Por fin te encontré. un tema con un corte romántico que fusiona los beats del género urbano con guitarras pop. Por su parte el vídeo grabado en Ibiza sobrepasó, en tan solo tres días, más de un millón de reproducciones y en España recibió “Disco Platino Digital” por las cuarenta mil descargas vendidas.
En 2015, estrenó el sencillo «Cómo mirarte». El tema se ubicó en la posición número dos del Top Nacional Latino según reporte de Monitor Latino y se mantuvo como una de las diez canciones más rotadas en el registro Nacional General del National Report, Colombia.

### 2016-2018: auge en su carrera con Traicionera
En 2016, obtuvo la categoría “Producers Choice Awards”. Durante el mes de abril, fue invitado a participar en el “Evento 40 México” en el Estadio Azteca.
En ese mismo año, la cadena de televisión internacional HTV nominó a Sebastián Yatra en la categoría “Artista Revelación” de los Premios HEAT 2016.
Firmó con Universal Music Latino y lo hizo parte de su nómina de artistas. Junto a su nueva casa disquera, el 8 de julio de 2016, realizan el lanzamiento mundial de su nuevo sencillo titulado Traicionera. El debut de la canción fue contundente y se apoderó, desde la primera semana al aire, de los primeros lugares de los listados de radio oficiales de Latinoamérica, Estados Unidos, España y Portugal. En este último país realiza una gira, por siete ciudades en donde sobrepasa la expectativa del público y sus presentaciones se agotaron en cada una de las fechas programadas.
A principios de 2017 se lanzó el sencillo Ya no hay nadie que nos pare, donde participó junto a la cantante argentina Martina Stoessel, quien lo invitó a ser parte de su gira de conciertos Got Me Started Tour en el Teatro Gran Rex.
Más tarde lanzó el sencillo «Alguien robó», con la colaboración de Nacho y Wisin. Recibió la certificación doble de platino por ventas en México, Centroamérica, Ecuador, Perú y España. El vídeo del mismo fue dirigido por Daniel Durán y grabado entre Miami y Bogotá.
Durante 2017 participó en una gran cantidad de colaboraciones; lanzó una versión latina de No Vacancy de OneRepublic. El cantante belga Milow lo invitó a ser parte de la canción Summer Days, a la vez que se daba a conocer la colaboración colombiana entre Carlos Vives y Yatra en la canción Robarte un Beso, la cual logró posicionarse número uno en las radios colombianas y en varios países latinoamericanos y se volvió viral a nivel mundial. En junio de 2017, lanzó la balada pop Devuelveme el Corazón, escrita por Sebastián y producida por Mauricio Rengifo, a la par de su respectivo video dirigido nuevamente por Daniel Durán y filmado entre Miami y Los Ángeles. Meses más tarde, Yatra se uniría en una nueva colaboración junto al cantante panameño Joey Montana, en el sencillo llamado Suena el Dembow, cuenta además con un vídeo filmado en las playas de Malibu, California.
En marzo de 2017, debutó actoralmente en la serie de Telemundo Guerra de ídolos compartiendo escenas con los actores Sheryl Rubio y Alejandro Speitzer.
A fines de septiembre de 2017, durante el anuncio de los nominados a los Premios Grammy Latinos, Yatra logró dos nominaciones, la primera por Mejor artista nuevo y la segunda por su EP Extended play Yatra, como mejor álbum pop vocal. Luego de esta gran noticia Yatra anuncia estar trabajando en su álbum debut, al mismo tiempo en octubre de ese año, lanzó Sutra, sencillo que contó con la colaboración del cantante y compositor puertorriqueño Dálmata, además de contar también con un sexy vídeo grabado en Miami bajo la dirección de Simón Brand, el mismo que dirigió el primer vídeo de Yatra El Psicólogo.
Sebastián también incursionó como presentador de los Kids Choice Awards Colombia junto con la modelo, empresaria y conductora de TV Andrea Serna organizado por el canal de televisión estadounidense Nickelodeon donde obtuvo además dos nominaciones a Mejor Artista Colombiano y Chico Trendy. A su vez, el canal internacional de música MTV Latinoamérica lo nomina en cinco categorías para los premios MTV Miaw 2017, pero no consiguió ganar en ninguna terna.

### 2018:Mantra

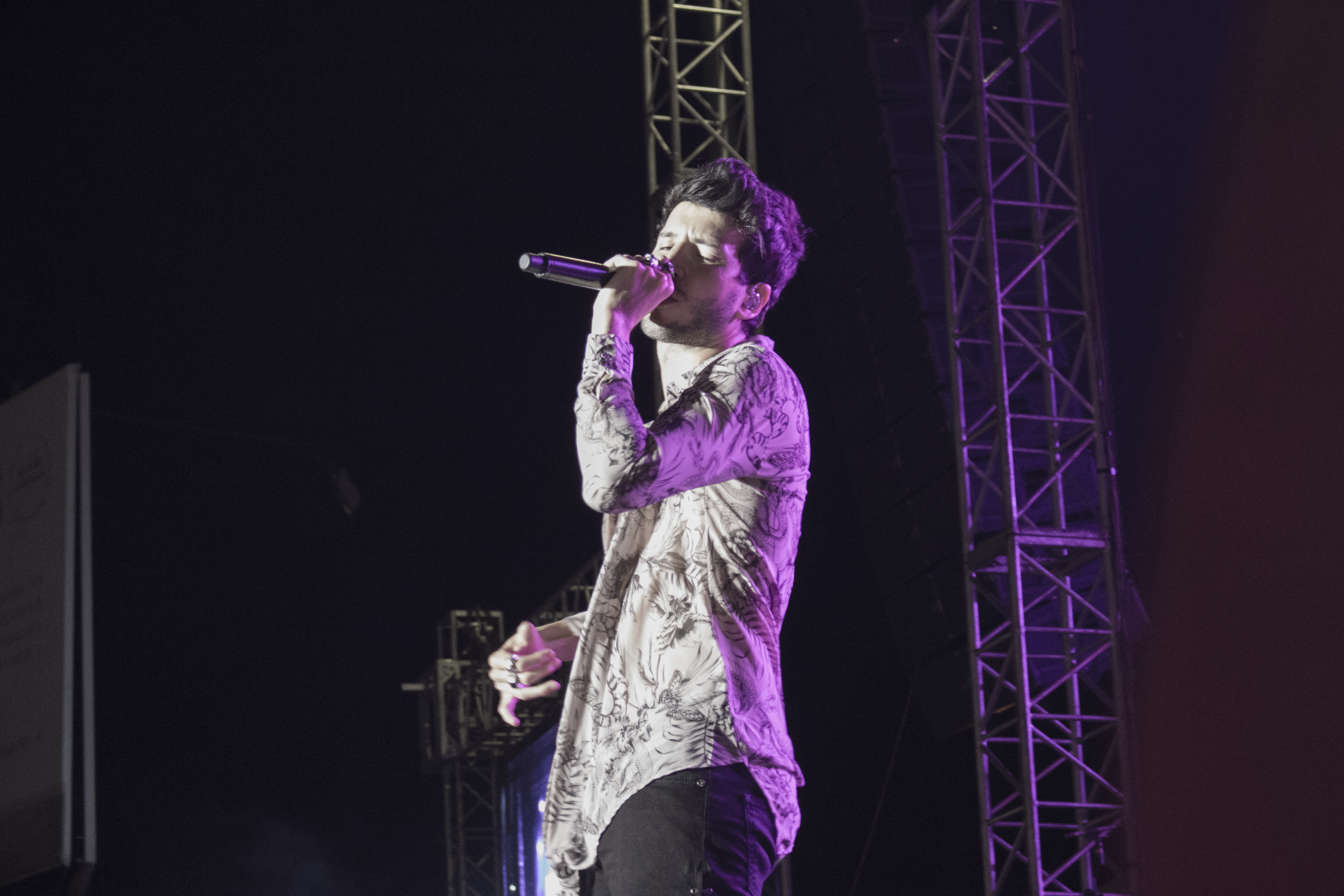
Sebastián Yatra en concierto, en Babahoyo, Ecuador, en 2018.

En enero de 2018 lanzó su nuevo sencillo titulado «No hay nadie más», balada de corte íntimo y romántico escrita por Yatra y producida por Toby Tobon y Andrés Munera, cuyo video, lanzado a la par que el sencillo, fue filmado en las montañas nevadas de El Chalten, en la Patagonia argentina y que solo en su primer mes acumuló más de 100 millones de vistas.
Participó por primera vez como jurado y entrenador del reality La voz Kids, junto con Fanny Lú y Andrés Cepeda en reemplazo del también cantante colombiano Maluma. En este programa de televisión, escogió como finalista a Juanse Laverde, que en muy poco tiempo consiguió captar la atención de Colombia y también a nivel internacional. Finalmente, Juanse Laverde se llevó la victoria del programa.
A fines de marzo de este año, lanzó el sencillo «Por perro», con la colaboración de Luis Figueroa y Lary Over, el cual aparecerá en su nuevo disco.
El 3 de agosto de 2018 salió a la luz «Quiero volver», el sencillo con videoclip que le da el nombre al segundo disco de la artista argentina Tini Stoessel, y junto a Sebastián le dan vida a una historia de amor a la distancia donde los cantantes actúan como pareja. 
El 9 de agosto de 2018, se estrenó el sencillo lanzado en videoclip «Ya no tiene novio» con la participación de los hijos del cantante Ricardo Montaner, Mau y Ricky.

### 2019-2020
En junio de 2019, Yatra lanzó la canción «Runaway» con Daddy Yankee y Natti Natasha, con la banda estadounidense Jonas Brothers. «Runaway» es la primera canción bilingüe que Yatra ha lanzado. Después de escribir el coro en inglés, Yatra se dio cuenta de que quería que apareciera un músico de habla inglesa convencional en la pista, poniendo la grabación de la canción en espera durante dos años mientras buscaba a los colaboradores adecuados. Al comentar sobre la canción, Yatra dijo, «sientes la felicidad en la canción». Yatra interpretó la canción junto a Natti Natasha, Daddy Yankee y los Jonas Brothers en la noche de apertura de la banda Happiness Begins Tour en Miami.
Su sencillo «Oye», con la cantante argentina Tini, alcanzó el número uno en el Argentina Hot 100 de Billboard durante la semana del 26 de octubre de 2019. El video musical recibió más de 40 millones de visitas en las dos semanas posteriores a su lanzamiento en YouTube. En octubre de 2019 se vio envuelto en controversias políticas tras expresar su apoyo a los políticos y candidatos de la extrema derecha colombiana, incluido el controvertido expresidente Álvaro Uribe. Yatra colaboró con el grupo de rock mexicano Maná en noviembre de 2019 para lanzar una nueva versión del sencillo del grupo de 1995 «No ha parado de llover». El video musical de la canción, que se centra parcialmente en un accidente automovilístico fatal, sirve como un anuncio de servicio público contra los mensajes de texto y la conducción. Maná inició la colaboración después de ver a Yatra cubrir la canción en la gala de los Grammy 2018. 
Yatra ha abogado públicamente para que los fanáticos practiquen el distanciamiento social para detener la propagación del COVID-19. En marzo de 2020, comenzó a leer libros para niños en Instagram Live todas las noches a las 8 p. m. También en marzo de 2020, lanzó un remix de su canción de Fantasía «Falta amor» con Ricky Martin. Sobre la colaboración, Yatra reflexionó: «Cantar con Ricky Martin es una locura. Nunca hubiera pensado que fuera posible en esta vida. Es enorme no solo como latino, sino para cualquier persona que ama la música». Anunció que será el acto de apertura de la gira por Estados Unidos de Martín y Enrique Iglesias, que está programada para realizarse del 5 de septiembre al 30 de octubre de 2021. En junio, con Mau y Ricky y Mora estrenaron «3 de la mañana» y el 21 de octubre estreno su sencillo «Tacones rojos» que alcanzó el primer puesto en los 40 principales por ser la canción más escuchada.

### 2021-2022: Dharma
A inicios del 2021, Yatra lanzó su hit "Pareja del Año" junto al puertorriqueño Myke Towers. La canción fluyó de inmediato junto a los compositores Andrés Torres y Mauricio Rengifo, debutando tres días después en el Top 200 global de Spotify y convirtiéndose inmediatamente en un éxito en reproducciones y en tendencias. El sencillo obtuvo las certificaciones de Doble Platino en Estados Unidos y España y Oro en varios países de Latinoamérica. 
Entre tanto, Yatra grabó la canción en español «Dos Oruguitas» y su versión en inglés, «Two Oruguitas» para la banda sonora de la película animada de Disney Encanto. La canción, escrita por Lin-Manuel Miranda, representó la primera inclusión de Yatra en la banda sonora de una película de Disney y el logro de un objetivo personal: «Siempre ha sido un sueño mío ser parte de una película de Disney y realmente me llega al corazón cuando es una película de Disney sobre mi país y muestra lo mejor que tenemos para ofrecer, que es el amor, la familia y los milagros», señaló Yatra.
En octubre el colombiano lanza su tema de pop "Tacones rojos" con la participación en el videoclip de la actriz y modelo española Clara Galle junto al director Daniel Duran. El sencillo logró estar en el Top 50 global de Spotify obteniendo múltiples certificaciones en Latinoamérica. 
El artista también participó en la gira Enrique y Ricky Tour por Estados Unidos, llenando grandes venues como MGM GRAND en Las Vegas.
A finales de 2021, el artista anunció el lanzamiento de "Dharma" su nuevo disco para el 28 de enero de 2022 y la gira mundial bajo el mismo nombre la cual incluye España, Estados Unidos, Canadá, México y Latinoamérica.
Además, el artista exploró otras facetas del entretenimiento grabando su papel protagónico en la serie española de Netflix Érase una vez... pero ya no dirigida por Manolo Caro junto a la cantante NIA.
El 7 de enero de 2022 publicó "Amor Pasajero".
El 21 de julio de 2022 publicó "Contigo".

### 2023- presente
Tras un exitoso año girando alrededor del mundo con su álbum ganador del Grammy Latino, Dharma, Yatra inicia el 2023 estrenando Una Noche Sin Pensar el pasado 16 de febrero, donde protagoniza el videoclip junto a la actriz española Milena Smit. La canción escrita por Adrián Aufusto Sánchez, Manuel Lorente, Pablo María Rousselon, Xavier Bofil y el mismo Sebastián Yatra habla de dejarse llevar por ese amor sin medir las consecuencias.  
En mayo, el artista lanza su último HIT VAGABUNDO junto a los colombianos Manuel Turizo y Béele. El video grabado en Miami por el productor argentino Joaquín Cambré, narra la historia de una fiesta que se sale de control a medida que transcurre el día. Actualmente acumula más de 30 millones de views desde su estreno y 70 millones de streams en Spotify. 

## Incursión en el doblaje
Mientras andaba de gira por España, para su sorpresa, fue invitado a la locución de doblaje de la película Pie pequeño (2018), para que le preste su voz al personaje de Migo, interpretado por la voz original del actor Channing Tatum y fue distribuido por toda Latinoamérica.
Posteriormente en 2019 prestaría su voz para el personaje de Jesper, en la película Klaus de Netflix.

## Filmografía

### Películas
| Año  | Título            | Personaje             | Notas                                   |
| ---- | ----------------- | --------------------- | --------------------------------------- |
| 2018 | Smallfoot         | Migo (voz)            | Doblaje al español                      |
| 2019 | Me llevarás en ti | Él mismo              | Invitado musical                        |
| 2019 | Klaus             | Jesper (voz)          | Doblaje al español; película de Netflix |
| 2021 | Encanto           | Canción Dos Oruguitas | Nominada al Oscar en la edición #94     |
| 2022 | A Man Called Otto | Canción               |                                         |
| 2024 | Space Cadet       | Toddrick Spencer      |                                         |

### Televisión
| Año       | Título                      | Personaje | Notas                 |
| --------- | --------------------------- | --------- | --------------------- |
| 2017      | Guerra de ídolos            | Él mismo  | Invitado musical      |
| 2018      | La reina del flow           | Él mismo  | Invitado musical      |
| 2020      | La voz España               | Él mismo  | Asesor de Pablo López |
| 2020-2022 | El hormiguero               | Él mismo  | Invitado              |
| 2022      | Érase una vez... pero ya no | Él mismo  | Diego / Maxi          |

### Coach de La Voz Kids
| Año        | Título               | Personaje |
| ---------- | -------------------- | --------- |
| 2018-2019  | La voz Kids Colombia | Jurado    |
| 2022- 2023 | La voz Kids España   | Jurado    |

## Discografía

### Álbumes de estudio
- 2018: Mantra
- 2019: Fantasía
- 2022: Dharma

## Giras
- Sebastián Yatra Tour (2018-2019)
- Yatra Yatra Tour (2019-2020)
- Dharma Tour (2022)